# فلنج

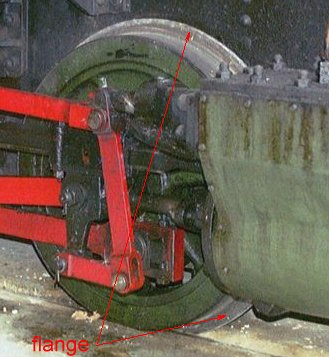
یک چرخ واگن قطار که فلنج‌های آن مشخص شده‌است.

فلنج (به انگلیسی: Flange) یا بیرون‌بند، نوعی از قطعات فولادی دیسک‌مانند است که وظیفه آن برقراری اتصال بین لوله‌ها یا ریل‌ها است.
فلنج به صورت یک لبه داخلی یا خارجی است که هدف آن می‌تواند افزایش استحکام باشد، مانند فلنج تیرهای فولادی I شکل و T شکل (I-Beam و T-Beam)، یا هدف از آن می‌تواند راهی برای اتصال دو وسیله مختلف به هم باشد، مانند فلنج لوله‌ها یا سیلندرهای بخار یا اتصال وسایلی مانند لنز به دوربین، یا کاربردهایی دیگر مانند فلنج چرخ واگن قطار داشته باشد. فلنج چرخ‌های قطار از انحراف قطار از روی ریل جلوگیری می‌کند. لوله‌های اتصال فلنجی را به راحتی می‌توان به هم متصل یا از هم جدا کرد. بستن فلنج‌ها به وسیله پیچ و مهره باعث می‌گردد تا فلنج‌ها به طرز قابل توجهی نسبت به یکدیگر محکم شوند. فلنج‌ها در مدل‌ها، ابعاد و ضخامت‌های متفاوتی ساخته می‌شوند.

## فلنج‌های لوله‌کشی
فلنج‌ها از جمله اتصالاتی هستند، که خطوط لوله انتقال (با هر نوع سیال) را به یکدیگر متصل کرده، همچنین شیرآلات را به لوله‌های جوش داده شده، مرتبط می‌سازند. فلنج‌ها اغلب از جنس پلی اتیلن، فولاد، آلیاژهای آهن یا چدن ساخته می‌شوند. فلنج‌ها بسته به نوع جنس متناسب با فشاری که تحمل می‌کنند به کلاس‌های مختلف تقسیم می‌گردند.
مطابق استاندارد، مشخصات فلنج که شامل موارد ذیل می‌باشد باید بر روی فلنج حک گردد:
1. نام تجاری تولیدکننده فلنج
2. سایز اسمی لوله (قطر خارجی لوله که فلنج به آن جوش داده خواهد شد)
3. مقدار فشار قابل تحمل توسط فلنج (به آن کلاس فلنج هم گفته می‌شود)
4. شکل سطح فلنج (شکل سطح فلنج مهم‌ترین قسمت تشکیل دهنده یک فلنج می‌باشد)
5. سوراخ‌ها (گاهی به عنوان ضخامت دیواره نیز بیان می‌گردد)
6. مواد تشکیل دهنده فلنج (مطابق استاندارد ASTM این عدد بیان‌کننده مشخصات مواد خام مورد استفاده برای تهیه فلنج می‌باشد)
7. شماره یا کد مربوط به عملیات حرارتی صورت گرفته بر روی فلنج

به‌طور کلی پنج نوع فلنج پلی اتیلن در خطوط لوله با جوش لب به لب بکار می‌روند که در زیر آورده شده‌اند:
1. Weld Neck Flanges نوع معمولی و بلند
2. Slip-on Flanges
3. Reducing Flanges
4. Increaser Flanges
5. Lap-Joint Flanges,Van Stone

#### انواع متریال های پر کاربرد برای ساخت فلنج های لوله کشی صنعتی
1. فولاد کربنی (Carbon Steel): فلنج‌های لوله کشی از فولاد کربنی بزرگ‌ترین درخواست را در صنعت دارند. فولاد کربنی دارای خصوصیات مکانیکی مناسب و استحکامی بالا است و مقاومت قابل قبولی در برابر فشار، حرارت و سایش دارد.
2. فولاد ضدزنگ (Stainless Steel): فلنج‌های لوله کشی از فولاد ضدزنگ (استنلس استیل) برای کاربردهایی که نیاز به مقاومت بالا در برابر زنگ‌زدگی و خوردگی دارند، استفاده می‌شوند. این متریال در برابر مواد شیمیایی و شرایط محیطی سخت تر مانند حرارت و رطوبت هم بسیار مقاوم است.
3. آلیاژهای فولادی (Steel Alloys): آلیاژهای فولادی مانند فولاد کربنی آلیاژی (Alloy Steel) با استحکام و مقاومت مکانیکی بالاتری نسبت به فولاد کربنی تولید می‌شوند. این فلنج‌ها اغلب در شرایط سختی مانند فشار بالا، حرارت بالا یا مواد سمی استفاده می‌شوند.
4. آلومینیوم (Aluminum): فلنج‌های ساخته شده از آلومینیوم، به دلیل سبک بودن، مقاومت خوب در برابر خوردگی، و قابلیت اتصال حرارتی خوب، در کاربردهایی که وزن فلنج‌ها مهم است مورد استفاده قرار می‌گیرند. معمولاً در سیستم‌های خنک‌کننده و سیستم‌هایی که نیاز به انتقال حرارت دارند، استفاده می‌شوند.
5. PVC (Polyvinyl Chloride): PVC یک ترکیب پلاستیکی است که در برابر اسیدها، بازها و بسیاری از مواد شیمیایی دیگر مقاوم است. فلنج‌های PVC برای کاربردهای خنک‌کننده، آب شیرین و مایعات غیرسمی استفاده می‌شوند.
6. آلیاژهای نیکل (Nickel Alloys): آلیاژهای نیکل از جمله آلیاژهای Inconel و Monel در برابر خوردگی، حرارت و فشار بالا مقاومت زیادی دارند. این فلنج‌ها برای کاربردهای خاصی مانند فرآیندهای شیمیایی و پتروشیمی استفاده می‌شوند، جایی که مقاومت بالا در برابر خوردگی از اهمیت بالایی برخوردار است.

متریال استفاده شده برای ساخت فلنج‌های لوله کشی صنعتی به نوع کاربرد، ظرفیت فشار، حرارت و خواص مکانیکی مورد نیاز هر کاربرد خاص و شرایط محیطی بستگی دارد. در هر صورت، برای انتخاب متریال مناسب برای فلنج‌های لوله کشی، بهتر است با استشاره با مهندسان و متخصصان مربوطه اقدام کنید.
فولاد رایج ترین ماده برای فلنج هاست که به دلیل استحکام بالای آن در کاربردهای تحت فشار و دمای بالا استفاده می شود. از سوی دیگر، فولاد ضد زنگ زمانیکه دوام و مقاومت در برابر خوردگی ضروری است، استفاده می شوند. فلنج های آلومینیومی به دلیل وزن سبک و مقاومت در برابر خوردگی در صنعت نفت و گاز استفاده می شوند. چدن داکتیل نیز یک جایگزین مقرون به صرفه برای فولاد است که از استحکام بالاتری برخوردار است. 

### رده‌های فلنج‌ها

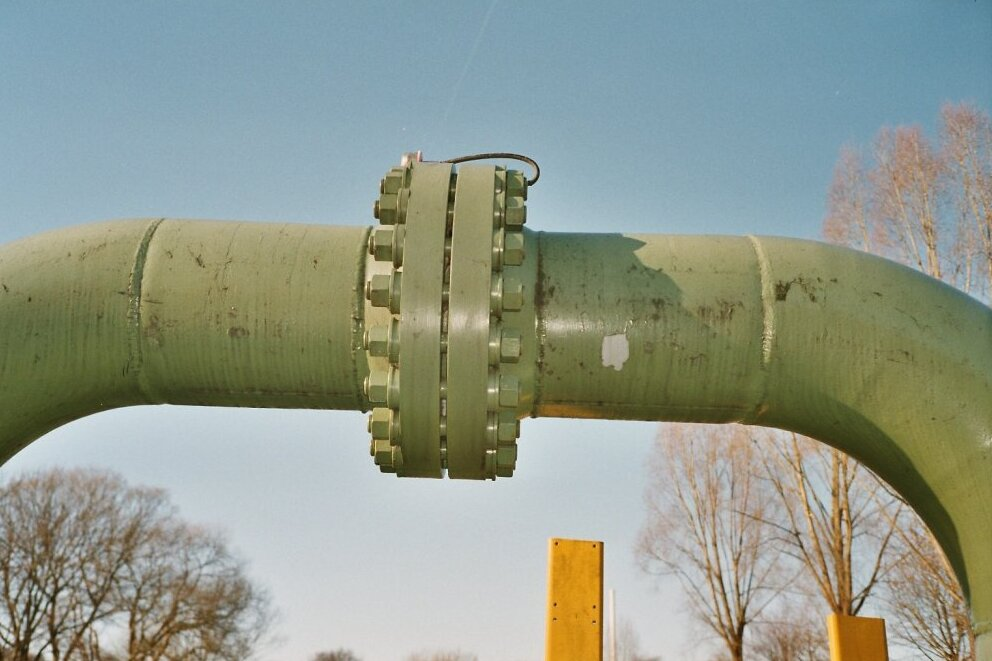
اتصال دو لوله گاز به واسطه فلنج

فلنج‌ها بسته به نوع جنس متناسب با فشاری که تحمل می‌کنند به کلاس‌های مختلف به شرح ذیل تقسیم می‌گردند:
۱-رده‌بندی فشار مطابق استاندارد ANSI B۱۶٫۳۴
مطابق این استاندارد فلنج‌های فولادی و آلیاژهای آن به کلاس‌های ۱۵۰-۳۰۰-۴۰۰-۶۰۰-۹۰۰-۱۵۰۰-۲۵۰۰-تقسیم‌بندی می‌شوند که این اعداد ماکزیمم فشار بر حسب PSI بوده که فلنج‌ها در حداکثر دمای مجاز می‌توانند تحمل کنند و معمولاً فشار کارکرد حدود ۲٫۴ برابر اعداد فوق می‌باشد. (رابطه فشار با دما برای جنس‌های مختلف در استاندارد فوق مشخص گردیده‌است)
۲-رده‌بندی فشار مطابق استاندارد ISO
در این استاندارد فشار تحمل فلنج‌های فولادی و آلیاژهای آن با PN نشان داده شده که این نشان دهنده فشار اسمی بر حسب BAR می‌باشد.
به‌عنوان مثال PN۳۰ یعنی فشار کارکرد فلنج ۳۰ BAR می‌باشد.
۳-رده‌بندی فشار براساس استاندارد API (6A-6B-6BX)
این نوع فلنج‌ها دارای تحمل فشار بیشتری نسبت به فلنج‌های گروهANSI بوده و به کلاس‌های ۵۰۰۰-۳۰۰۰-۲۰۰۰-۱۵۰۰۰-۱۰۰۰۰ رده‌بندی می‌گردند.

### انواع فلنج‌های لوله

#### فلنج با سطح ساده (FLAT FACE)
در این نوع از فلنج‌ها سطح یک فلنج که باید در مقابل سطح فلنج دیگر قرار گیرد صاف می‌باشد. معمولاً فلنج‌های چدنی یا فولادی که در فشارهای کم کاربرد دارند از این نوع ساخته می‌شوند.

#### فلنج با سطح برجسته (Raised face)
در این نوع فلنج‌ها سطح فلنج که در مقابل فلنج دیگر قرارگرفته و بر روی آن لایی قرار داده می‌شود نسبت به سطح کلی فلنج برجسته تر ساخته می‌شود. بر اساس استاندارد مقدار برجستگی در تمام اندازه‌ها برای کلاس‌های ۱۵۰و ۳۰۰ برابر 1.6mm و کلاس‌های بالاتر برابر 6.4mm می‌باشد.
در قسمت برجستگی ممکن است سطح کاملاً صیقلی (smooth finish) یا دارای شیار (serrated finish) باشد واین شیارها به‌صورت هم مرکز ویا حلزونی می‌باشد که روش ساخت آن در استاندارد (mss-sp-۶) مشخص گردیده‌است (معمولاً عمق شیارها 0.4mmوفاصله آن از هم 0.8mmمی‌باشد)

#### فلنج نر و ماده (Male & Female)
صفحه این نوع فلنج‌ها که به صورت جفت وجود دارد یکی دارای برآمدگی (به ارتفاع 6.4mm) و دیگری تو رفتگی (به عمق 5mm) می‌باشد.

#### فلنج با صفحه دارای زبانه و شیاردار (Tongue & Groove facing)
این نوع فلنج نیز به صورت جفت وجود دارد و همانند فلنج نر و ماده بوده با این تفاوت که قطر داخلی زبانه و شیار تا سوراخ فلنج (مسیر جریان) ادامه ندارد و بنابراین لایی (gasket) را روی قطر داخلی و خارجی خود نگه می‌دارد و همین باعث می‌شود لایی (gasket) از خوردگی و فرسودگی محفوظ بماند. ساختمان زبانه و شیار مینیمم سطح لایی نوع مسطح را ایجاب می‌کند و بنابراین تحت فشار پیچها کمترین بار و ماکزیمم راندمان اتصالی (joint efficiency) ممکنه برای لائی‌های مسطح را خواهد داشت. دراین نوع اتصال میزان برآمدگی زبانه ۶٫۴mm و میزان عمق شیار برابر ۵mm می‌باشد.
به‌طور کلی هفت نوع فلنج پلی اتیلن در خطوط لوله با جوش لب به لب بکار می‌روند که در زیر آورده شده‌اند:
- Blind Flange یا فلنج کور:

یک صفحه گرد بسته که در پایان میسر لوله‌کشی و مسیرهای دارای فشار به کار می‌رود. این نوع فلنج و همچنین پیچ‌های آن عموماً فشار بیشتری نسبت به دیگر فلنج‌ها تحمل می‌کند که ماکزیمم این فشار در مرکز آن قرار دارد. با توجه به کلاس فلنج می‌تواند فشار متناسب را تحمل کند.
- Weld Neck Flange یا فلنج گردن دار جوشی:

فلنج گردندار دارای یک گردن مخروطی است که شعاع این گردن در انتها با قطر لوله برابر و به آن جوش می‌شود. وجود این گردن باعث تقویت تحمل فلنج می‌گردد. این نوع فلنج برای تحمل فشارهای بالا و دماهای زیر صفر و همچنین بارهای نوسانی و ارتعاشی مناسب است.
- Slip on Flange یا فلنج روکار:

این نوع فلنج در سرویس‌های معمولی مورد استفاده قرار می‌گیرد. نصب آن ساده است و مقاومت آن در برابر فشار داخلی دو سوم و در برابر بار خستگی یک سوم فلنج گردن دار و هزینه نصب آن مقداری بیشتر است.
- Lap joint Flange یا فلنج لبه دار:

همانند فلنج معمولی است که لایه پایینی وجود نداشته و انتهای آن پخ دارد و لوله در سر دیگر جوش لب به لب می‌شود. این فلنج با سیال تماس ندارد و هزینه آن از فلنج گردندار یک سوم بیشتر است و مقاومت در برابر تنش آن تنها یک دهم فلنج گردندار است.
- Socket weld Flange یا فلنج با جوش محفظه‌ای:

همان‌طور که از اسم آن پیداست این فلنج محفظه‌ای دارد که لوله درون آن قرار می‌گیرد. اگر این فلنج از داخل هم جوشکاری شود، مقاومت در برابر خستگی آن یک و نیم برابر و مقاومت استاتیکی آن برابر فلنج Slip on می‌شود.
- Screw Flange یا فلنج رزوه‌ای:

درون این فلنج‌ها رزوه کار شده‌است و لوله می‌تواند درون آن پیچ شود. از مزایای این فلنج‌ها عدم احتیاج آن‌ها به جوشکاری است. البته در صورت لزوم و فشارهای بالا می‌توان از جوش نیز در آن‌ها استفاده کرد. کارایی این فلنج‌ها در فشارهای بالا است.
- Orifice Flange یا فلنج سوراخ‌دار:

این فلنج در واقع همان فلنج گردندار و در برخی موارد روکار است که در راستای شعاع دارای سوراخ است. این سوراخ‌ها به منظور اندازه‌گیری جریان سیال مایع یا گاز استفاده می‌شود.